# Peruansk-bolivianska kriget
Peruansk-bolivianska kriget var en militär konflikt mellan Peru och Bolivia som utkämpades åren 1841-1842.

## Krigets förlopp
År 1841 förespråkade Perus president Agustín Gamarra en annektering av Bolivia och ledde personligen en armé för att ta landet i besittning. De bolivianska styrkorna, under general José Ballivián, besegrade emellertid peruanerna i slaget vid Ingavi den 18 november 1841, där president Gamarra stupade. Initiativet gled då över till bolivianerna som gick till motoffensiv och invaderade Peru. Den peruanske fältherren, Manuel Mendiburú, övertog dock befälet över de peruanska styrkorna och tvingade bolivianerna att dra sig tillbaka från landet. Fred slöts den 7 juni 1842 utan territoriella förändringar. 